# Harald le Noir
Harald le Noir (vieux-norrois: Haraldr svarti) est roi des Hébrides vers 1035-1040. 

## Origine
Selon les Chroniques de Man, « Harald Svarti », également nommé « Haraldi nigri de Ysland », serait le père du roi Godred Crovan.
Cet Harald le Noir est identifié par Jean Renaud avec le fils de Gudrod, un des fils du roi Éric Ier de Norvège réfugié aux Hébrides après 970 et qui, selon la tradition orale d’Islay, serait le Viking qui y aurait épousé l’« Héritière d’Islay », c'est-à-dire une fille de Gudrod Haraldson ou Godfred II de Man roi de l’île de Man et des Hébrides mort en 989. Dans ce contexte  Godred Crovan se rattacherait donc par sa grand-mère paternelle à Harald, roi scandinave de Limerick, lui-même apparenté à la dynastie des rois de Dublin.